# عبد الله دوراك
عبد الله دوراك (بالتركية: Abdullah Durak)‏ (1 أبريل 1987 بنيدا في تركيا - ) هو لاعب كرة قدم تركي في مركز الوسط. شارك مع منتخب تركيا تحت 21 سنة لكرة القدم ومنتخب تركيا ب لكرة القدم ‏. أما مع النوادي، فقد لعب مع كايسري سبور ونادي قاسم باشا وKastamonuspor ‏.

## روابط خارجية
- عبد الله دوراك على موقع اتحاد تركيا (لاعب) (الإنجليزية)
- عبد الله دوراك على موقع قاعدة بيانات كرة القدم.إي يو (الإنجليزية)
- عبد الله دوراك على موقع Soccerway.com (الإنجليزية)
- عبد الله دوراك على موقع عالم كرة القدم.نت (الإنجليزية)